# Claude Augustus Swanson
Claude Augustus Swanson (31 marzo 1862 – 7 luglio 1939) è stato un politico statunitense.

## Biografia
Fu il quarantacinquesimo segretario della marina statunitense dal 1933 al 1939, sotto il presidente degli Stati Uniti d'America Franklin D. Roosevelt.
Inoltre è stato il 45º governatore dello stato della Virginia dal 1906 fino al 1910, e senatore degli Stati Uniti dal 1910 al 1933.
La portaerei USS Enterprise (CV-6) varata il 3 ottobre 1936 venne battezzata dalla moglie di Claude, Lulie Swanson.

## Riconoscimenti
La scuola Swanson Middle School, In Arlington, Virginia, deve il suo nome a lui.